# Golica Jaworzyńska
Golica Jaworzyńska, Golica (słow. Holica, niem. Kahle Kuppe, 1628 m n.p.m.) – szczyt reglowy w słowackich Tatrach Wysokich. Wznosi się w północno-zachodnim ramieniu Szerokiej Jaworzyńskiej (Široká) oddzielającym Dolinę Białej Wody (Bielovodská dolina) od Doliny Szerokiej (Široká dolina) – dużej gałęzi Doliny Jaworowej (Javorová dolina).
Od Zadniej Kopy (Zadná kopa, 1674 m) oddzielony jest płytką Trybską Przełęczą, a od Karczmarskiego Wierchu (Skalka, 1438 m) – przełęczą Stary Szałas (Starý salaš, 1301 m). Golica jest zwornikiem dla krótkiego grzbietu oddzielającego Dolinę Czerwoną (Červená dolina) od Doliny Białki. Grzbiet ten zakończony jest wybitną Czerwoną Skałką (Červená skalka, 1372 m), a znajdują się w nim kolejno:
- Goły Brzeżek (Holý briežok)
- Zadnia Cisowa Czuba (Zadná Tisovka)
- Skrajna Cisowa Czuba (Predná Tisovka)
- Cisowa Przełęcz (Predné Tisovské sedlo)
- Czerwona Skałka.

W opadające do Doliny Szerokiej wschodnie stoki Golicy wcinają się dwa lesiste żleby – Pitoniakowy Żleb (bardziej na północ) i Niedźwiedzi Żleb (większy, podchodzący pod Trybską Przełęcz). Na grzbiecie oddzielającym żleby leży polana Skrajna Gęsia Szyja, a na grzbiecie schodzącym do Starego Szałasu – polana Solnisko. Masyw Golicy porośnięty jest górnoreglowymi lasami, w części powalonymi przez wichury. Nazwa pochodzi od bezleśnego (gołego) wierzchołka, będącego skutkiem prowadzonej tu w przeszłości gospodarski pasterskiej. Obecnie następuje powolna regeneracja, po południowo-wschodniej stronie las sięga już prawie samego wierzchołka. Na szczyt nie prowadzi żaden szlak turystyczny.
U zachodnich podnóży Golicy Jaworzyńskiej znajduje się polana Biała Woda.
Pierwszego wejścia zimowego na Golicę dokonał Gyula Komarnicki 3 stycznia 1913 r.